# Transição do Pleistoceno Médio

São mostrados cinco milhões de anos de ciclos glaciais, com base na razão de isótopos de oxigênio que se acredita ser um bom indicador do volume global de gelo. A TPM é a transição entre as periodicidades mostradas em verde.

A Transição do Pleistoceno Médio (TPM), também conhecida como Revolução do Pleistoceno Médio (RPM), é uma mudança fundamental no comportamento dos ciclos glaciais durante as glaciações do Quaternário. A transição durou cerca de 550.000 anos, de 1,25 milhão de anos atrás até 0,7 milhão de anos atrás, aproximadamente, na época do Pleistoceno. Antes da TPM, os ciclos glaciais eram dominados por uma periodicidade de 41.000 anos, com baixa amplitude, finas camadas de gelo e uma relação linear com a variação orbital da inclinação axial. Por causa disso, as camadas eram mais dinâmicas durante o Pleistoceno Inferior. Após A TPM, houve ciclos fortemente assimétricos com resfriamento de longa duração do clima e formação de espessas camadas de gelo, seguidos por uma rápida mudança de condições glaciais extremas para um interglacial quente. Isso levou a camadas de gelo menos dinâmicas. Os interglaciais anteriores à TPM tinham níveis mais baixos de dióxido de carbono atmosférico em comparação com os interglaciais posteriores à TPM. Um dos efeitos da TPM foi fazer com que os mantos de gelo se tornassem mais altos em altitude e menos escorregadios em comparação com os anteriores. A TPM aumentou muito os reservatórios de hidrocarbonetos bloqueados como metano pergelissolo ou clatrato de metano durante os intervalos glaciais. Isso levou a maiores liberações de metano durante as deglaciações. A duração do ciclo tem variado, com uma duração média de aproximadamente 100.000 anos.
A TPM foi por muito tempo um problema a ser explicado, conforme descrito no problema dos 100 mil anos. A TPM agora pode ser reproduzida por modelos numéricos que pressupõem um nível decrescente de dióxido de carbono atmosférico, uma alta sensibilidade climática a essa diminuição e a remoção gradual de regolitos das áreas do hemisfério norte sujeitas a processos glaciais durante o Quaternário. A redução do CO2 pode estar relacionada a mudanças na liberação de gases vulcânicos, ao enterramento de sedimentos oceânicos, ao desgaste de carbonatos ou à fertilização de ferro dos oceanos a partir de poeira induzida por glaciação.
Acredita-se que os regolitos afetem a glaciação porque o gelo com sua base no regolito no ponto de fusão sob pressão deslizará com relativa facilidade, o que limita a espessura da camada de gelo. Antes do Quaternário, acredita-se que o norte da América do Norte e o norte da Eurásia tenham sido cobertos por camadas espessas de regolitos, que foram desgastados em grandes áreas pelas glaciações subsequentes. As glaciações posteriores foram cada vez mais baseadas em áreas centrais, com espessas camadas de gelo fortemente acopladas à rocha nua. Evidências de isótopos de ósmio sugerem que uma grande mudança no fluxo de intemperismo químico para os oceanos ocorreu durante a TPM, consistente com a hipótese do regolito.
Também foi proposto que um maior estoque de carbono do oceano profundo no Oceano Atlântico desempenhou um papel no aumento da amplitude dos ciclos glaciais-interglaciais porque esse aumento na capacidade de armazenamento de carbono coincide com a transição dos ciclos glaciais-interglaciais de 41 anos para 100 anos.
Um estudo de 2023 formula uma hipótese inovadora sobre a origem da TPM (hipótese do amortecimento da obliquidade). Essa hipótese baseia-se na evidência observacional do amortecimento da obliquidade em proxies climáticos e no registro do nível do mar durante os último 1,2 milhões de anos. O amortecimento da obliquidade está ligado à amplificação da excentricidade curta, que aparece como um elo perdido para a TPM. O estudo levanta a hipótese de que tanto o componente de massa de água glacioeustática na faixa de obliquidade pode controlar as mudanças de obliquidade da Terra quanto o atraso de fase da obliquidade, estimado em <5,0 kyr, explicam o amortecimento da obliquidade pelo feedback obliquidade-oblatação como mecanismo físico latente na origem da TPM. O amortecimento da obliquidade pode ter contribuído para o fortalecimento da resposta da excentricidade curta, atenuando a “morte do gelo” da obliquidade durante os máximos de obliquidade (interglaciais), favorecendo o salto do ciclo de obliquidade e um crescimento do gelo amplificado por feedback na faixa de excentricidade curta.
No entanto, um estudo de 2020 concluiu que o término da era glacial pode ter sido influenciado pela obliquidade desde a TPM, o que causou verões mais severos no Hemisfério Norte. As evidências sugerem que as flutuações no volume do manto de gelo da Antártica Ocidental continuaram a ser regidas predominantemente por flutuações na obliquidade até cerca de 400.000 anos atrás.
Ocorreu uma grande mudança na fauna entre os ostracodes do Oceano Ártico e os foraminíferos bentônicos e planctônicos.
No Alasca, a TPM causou uma perda líquida de massa nas Montanhas de Santo Elias porque a entrada de massa da placa tectônica nessa cadeia de montanhas foi excedida pela perda de massa da erosão glacial. A força da Corrente de Loop diminuiu, contribuindo para o resfriamento do Hemisfério Norte.
Na Europa, A TPM foi associada à transição Villafranchiana-Galeriana e pode ter levado à extinção local de, entre outros táxons, Puma pardoides [en], Megantereon whitei e Xenocyon lycaonoides [en]. A prevalência de ungulados adaptados para pastoreio aumentou na região do Mediterrâneo após o “evento de 0,9 milhão de anos atrás”. A bacia norte do Mar do Norte foi glaciada pela primeira vez durante a TPM. O aumento da intensidade dos ciclos transgressivos-regressivos foi registrado no norte da Itália.
O resfriamento provocado pela TPM aumentou a aridez no oeste da Bacia do Tarim. A precipitação da Monção de Verão do Leste Asiático diminuiu. Os campos se expandiram pela Planície do Norte da China [en] à medida que as florestas se contraíram.
Durante a TPM, a força da Monção de Verão Indiana diminuiu. No meio da TPM, houve uma diminuição repentina na desnitrificação, provavelmente devido ao aumento da solubilidade do oxigênio durante os períodos glaciais prolongados. Após a TPM, o Golfo de Bengala experimentou um aumento da estratificação como resultado do fortalecimento da Monção de Verão Indiana, o que resultou no aumento do fluxo fluvial, inibindo a mistura e criando uma termoclina rasa, com a estratificação sendo mais forte durante os períodos interestaduais do que nos estadiais. Paradoxalmente, a variabilidade em Δδ18O no Golfo de Bengala entre glaciais e interglaciais diminuiu após a TPM.
Na África Central, as mudanças florais detectáveis correspondentes aos ciclos glaciais estavam ausentes antes da TPM. Após a TPM, uma clara ciclicidade tornou-se evidente, com os interglaciais sendo caracterizados por condições quentes e secas, enquanto os glaciais eram frios e úmidos.
Na Austrália, a TPM resultou na formação das dunas da Ilha Fraser e da Massa de Areia Cooloola. O aumento da amplitude das variações do nível do mar levou a uma maior redistribuição dos sedimentos armazenados no fundo do mar pela plataforma continental. O desenvolvimento da Ilha Fraser levou indiretamente à formação da Grande Barreira de Corais, diminuindo drasticamente o fluxo de sedimentos para a área da plataforma continental ao norte da Ilha Fraser, uma pré-condição necessária para o crescimento de recifes de corais em uma escala tão grande como a encontrada na Grande Barreira de Corais.
A TPM ocorreu em meio a uma tendência de resfriamento de longo prazo nas temperaturas da superfície do mar. No Pacífico Equatorial Oriental, a desnitrificação aumentou durante os períodos interglaciais e diminuiu durante os períodos glaciais. O crescimento de corais de águas profundas no Complexo Maui Nui foi aprimorado pelos ciclos glaciais de alta amplitude provocados pela TPM, enquanto o gênero Acropora [en] desapareceu desse complexo de recifes. A diversidade de foraminíferos bentônicos no Pacífico Equatorial Oriental diminuiu.